# Yaxley, Cambridgeshire
Yaxley är en ort och civil parish i Huntingdonshire, i Cambridgeshire i England. Folkmängden uppgick till 9 174 invånare 2011, på en yta av 2,46 km². Yaxley ligger strax söder om Peterborough.